# Marwan Kassab-Bachi

Marwan (1975)

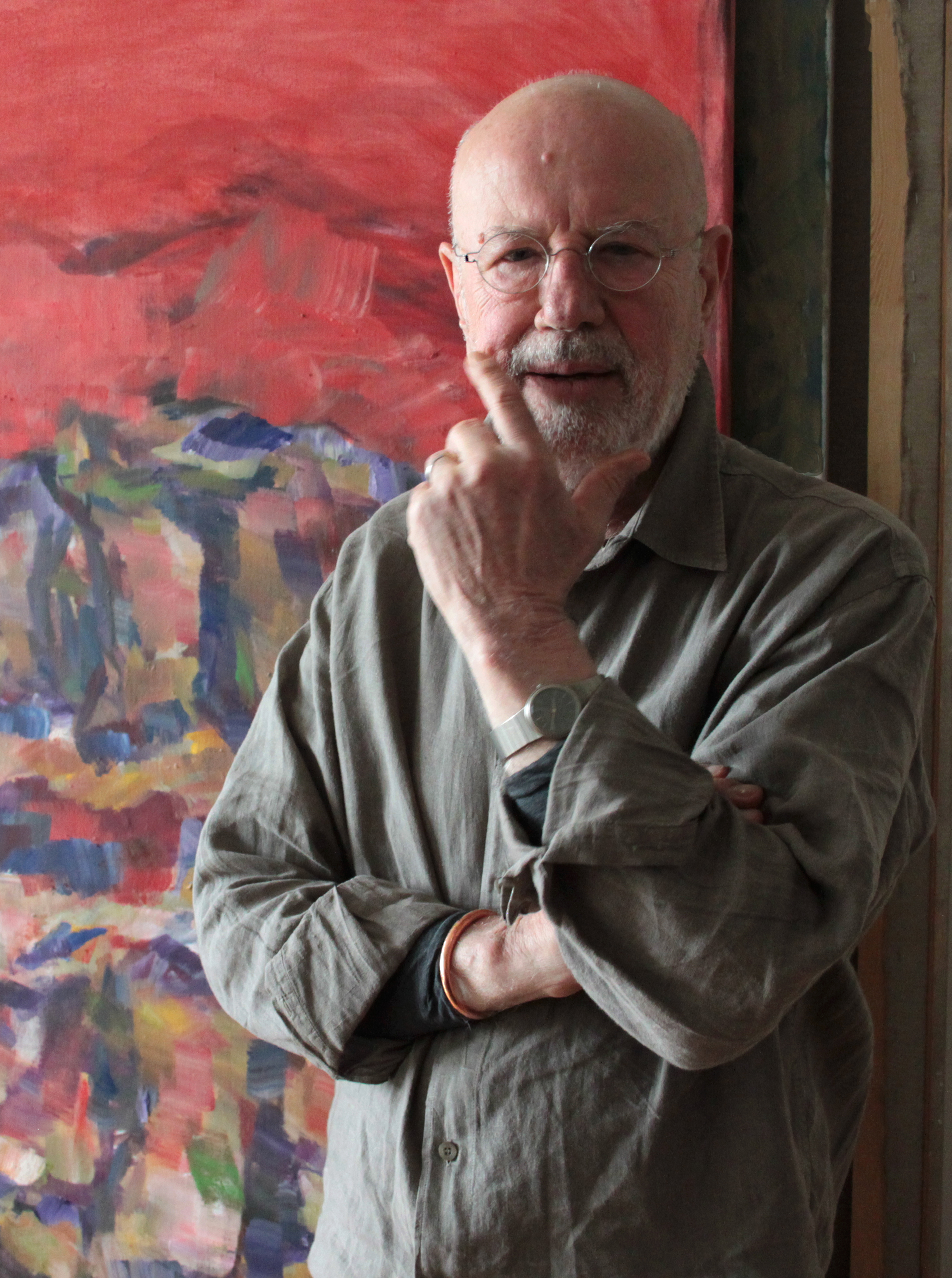
Marwan (2012)

Marwan Kassab-Bachi, auch Marwan Kassab Baschi (arabisch مروان قصاب باشي, DMG Marwān Qaṣṣāb Bāšī; genannt Marwan; * 31. Januar 1934 in Damaskus, Syrien; † 22. Oktober 2016 in Berlin), war ein syrisch-deutscher Maler. Seine Werke, die vom deutschen Expressionismus und den Neuen Wilden beeinflusst wurden, erforschten intensiv menschliche Gesichter und Landschaften, wobei er zur Darstellung der Komplexität der menschlichen Seele und ihrer Verbindung zur Natur eine eigene Technik der Farb- und Texturenschichtung entwickelte. Marwans künstlerischer Ansatz, der tief in der Sufi-Philosophie verwurzelt war, reflektierte seine Suche nach einer universellen Sprache, die über kulturelle Grenzen hinausgeht. Er galt als Brückenbauer zwischen orientalischer und westlicher Kunst.

## Leben und Wirken
Marwan Kassab-Bachi studierte von 1955 bis 1957 Arabische Literatur an der Universität Damaskus. 1957 kam er nach Berlin und studierte bei Hann Trier Malerei an der Hochschule für Bildende Künste Berlin.
Ab 1963 arbeitete er als freischaffender Maler in Berlin und gehörte zum Kreis um Georg Baselitz und Eugen Schönebeck. Von 1977 bis 1979 war er Gastprofessor für Malerei an der Hochschule der Künste Berlin, wo er 1980 zum Ordentlichen Professor für Malerei berufen wurde und bis 2002 lehrte. Er war von 1992 bis 2000 Mitglied der Jury für den Fred-Thieler-Preis der Berlinischen Galerie. Zu seinen Schülern gehören Monica Bonvicini, Karolin Hägele, Ali Kaaf, Robert Lucander, Christin Lutze, Uschi Niehaus Indenbirken, Osama Said und Salah Saouli.
Von 1999 bis 2003 leitete Marwan die Darat al Funun Sommerakademie in Jordanien, an der über 60 junge Künstler aus Jordanien, Palästina, Syrien, Libanon und Irak teilnahmen.
Marwan schuf Coverillustrationen für einige Bücher des Schriftstellers Abd ar-Rahman Munif, der auch die Marwan-Biografie Rahlat al-Fan wa al-Hayat („The Journey of Art and Life“) verfasste.
Marwan war verheiratet und lebte in Berlin.

## Rezeption
Der Kunstwissenschaftler Matthias Flügge sagt zu Marwans Arbeiten:

„Marwan malt seit Jahren Köpfe: Gesichter ohne kenntliche Physiognomie, mit Mündern, Augen und Wangen aus Schichten, Zügen und Knäueln warmer, gesättigter Farben. Doch wenn Marwan Gesichter malt, malt er zugleich die Malerei.“

Der Kunsthistoriker Jörn Merkert schrieb über Marwan:

„In Paris, London, Damaskus, Beirut, Amman, Ramallah und vor allem in Berlin verbindet sich mit Marwan eine Bilderwelt, die in aller malerischen Vielfalt dennoch im Thematischen seit Jahrzehnten fast ausschließlich um das menschliche Antlitz, den ‚Kopf‘, in nicht endenden Variationen und mit überraschenden Bildfunden kreist. … Denn die Farbe vermag alle Sinne zu berühren, weckt Erinnerungen an vergangene Zeit, ist von sanften Klängen, betörenden Düften und flüchtigen Assoziationen durchwoben.“

## Auszeichnungen
- 1966: Karl-Hofer-Preis
- 1973: Stipendium der Cité Internationale des Arts Paris
- 1994: Mitglied der Akademie der Künste
- 2002: Fred-Thieler-Preis
- 2005: Bundesverdienstkreuz am Bande[6]

## Ausstellungen
Einzelausstellungen
Marwans Arbeiten wurden in über 80 Einzelausstellungen gezeigt, unter anderem in
- 1971: Galerie Lietzow, Berlin
- 1977: Kunstschau Böttcherstraße, Bremen
- 1981: Schloss Bellevue, Berlin
- 1981: Documenta Archiv, Kassel
- 1991: Kunststation St. Peter, Köln
- 1991: Haus der Kunst, München
- 1993: Bibliothèque nationale de France, Paris
- 1993: Institut du monde arabe, Paris
- 1999: Stadtmuseum Göhre, Jena
- 1999: Galerie am Fischmarkt, Erfurt
- 2000: Brecht-Haus, Berlin-Weißensee
- 2001: Georg-Meistermann-Museum, Wittlich
- 2001: Richard-Haizmann-Museum, Niebüll
- 2002: Kunsthalle Emden
- 2006: Berlinische Galerie, Berlin
- 2008: Museum für Islamische Kunst (Berlin), Berlin
- 2009: Haus am Waldsee, Berlin
- 2013: Beirut Exhibition Center, Beirut
- 2014: Villa Grisebach, Berlin
- 2014: Museum Serralves, Porto[7]
- 2015: Mosaic Rooms, London[8]
- 2017: Präsentation in der Ausstellung „Viva Arte Viva“ auf der 57. Biennale von Venedig[9]
- 2016: Painting, Galerie Sfeir-Semler, Hamburg[10]
- 2018: Works on Paper: 1968–2014, Galerie Sfeir-Semler, Hamburg[10]

Arbeiten im öffentlichen Raum
Etwa 25 seiner Arbeiten befinden sich in öffentlichen Gebäuden wie Galerien, Museen und Sammlungen. Dazu gehören in Europa die Staatlichen Museen zu Berlin, die Berlinische Galerie in Berlin, das Städel Museum in Frankfurt, die Bundeskunstsammlung in Bonn, die Staatliche Graphische Sammlung München, die Galerie Neue Meister in Dresden, das Centre Georges Pompidou und die Bibliothèque nationale de France in Paris und die Tate Modern in London. Im Nahen Osten sind seine Arbeiten unter anderem in der Abdul Hameed Shoman Foundation Amman, der Universität Bir Zait, dem Nationalmuseum Damaskus und dem Khalil-al-Sakakini-Kulturzentrum in Ramallah zu finden und im Carnegie Museum of Art in Pittsburgh, Vereinigte Staaten.